# Altica chalybea
Altica chalybea är en skalbaggsart som beskrevs av Johann Karl Wilhelm Illiger 1807. Altica chalybea ingår i släktet Altica och familjen bladbaggar. Inga underarter finns listade i Catalogue of Life.